# Tachistoskopie
Tachistoskopie (altgriechisch τάχιστος tachistos, deutsch ‚so schnell wie möglich‘ und σκοπεῖν skopein, deutsch ‚betrachten‘) ist ein Testverfahren aus der Wahrnehmungspsychologie.
Dem Probanden werden für kurze Zeiträume visuelle Reize, zum Beispiel Bilder oder Wörter gezeigt. Dadurch, dass die Darbietungszeiten exakt gesteuert werden, lässt sich die visuelle Wahrnehmung untersuchen. Hierbei können die unterschiedlichsten Fragestellungen beantwortet werden.
Die Tachistoskopie ist in das öffentliche Bewusstsein gedrungen, als in den 1970er Jahren behauptet wurde, Unternehmen würden im Fernsehen für sehr kurze Zeit zwischen die Fernsehbilder ihr Logo einspielen, um die Fernsehzuschauer „unbewusst“ zu beeinflussen. Daraufhin wurden diverse wissenschaftliche und populärwissenschaftliche Untersuchungen durchgeführt, um diese Theorie zu erhärten bzw. zu widerlegen. Heute weiß man aus der Forschung zur präattentiven Wahrnehmung, dass dieses Verfahren kaum funktionieren würde.
Bei der Tachistoskopie kann zum einen das Tachistoskop, ein spezielles Gerät, benutzt werden oder es kommt eine verdunkelte Bühne zum Einsatz, auf der das zu testende Produkt für kurze Zeit beleuchtet wird. Mittlerweile werden die Tests auch direkt am Computer-Bildschirm durchgeführt.